# 茂呂遺跡

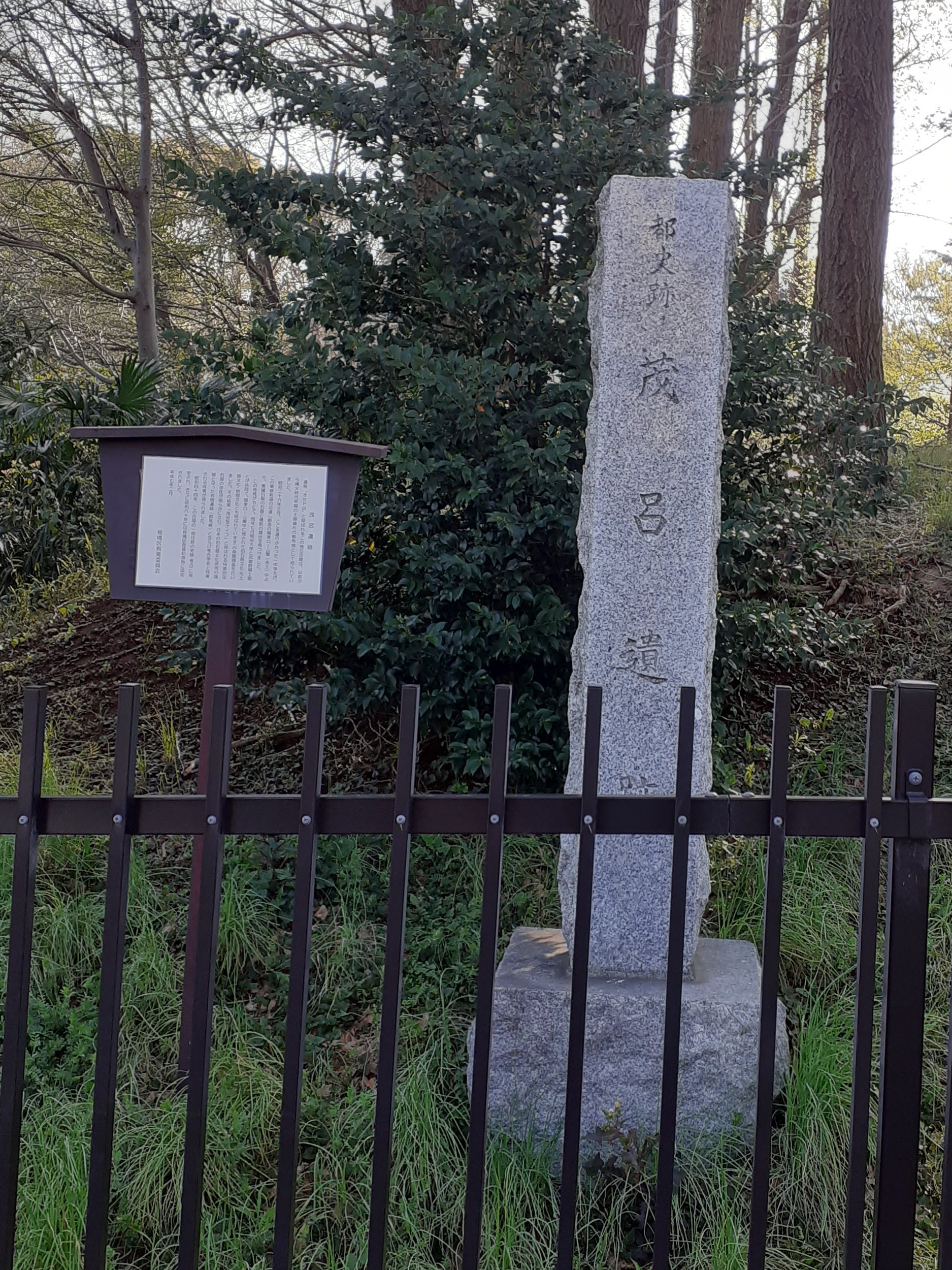
茂呂遺跡の標柱

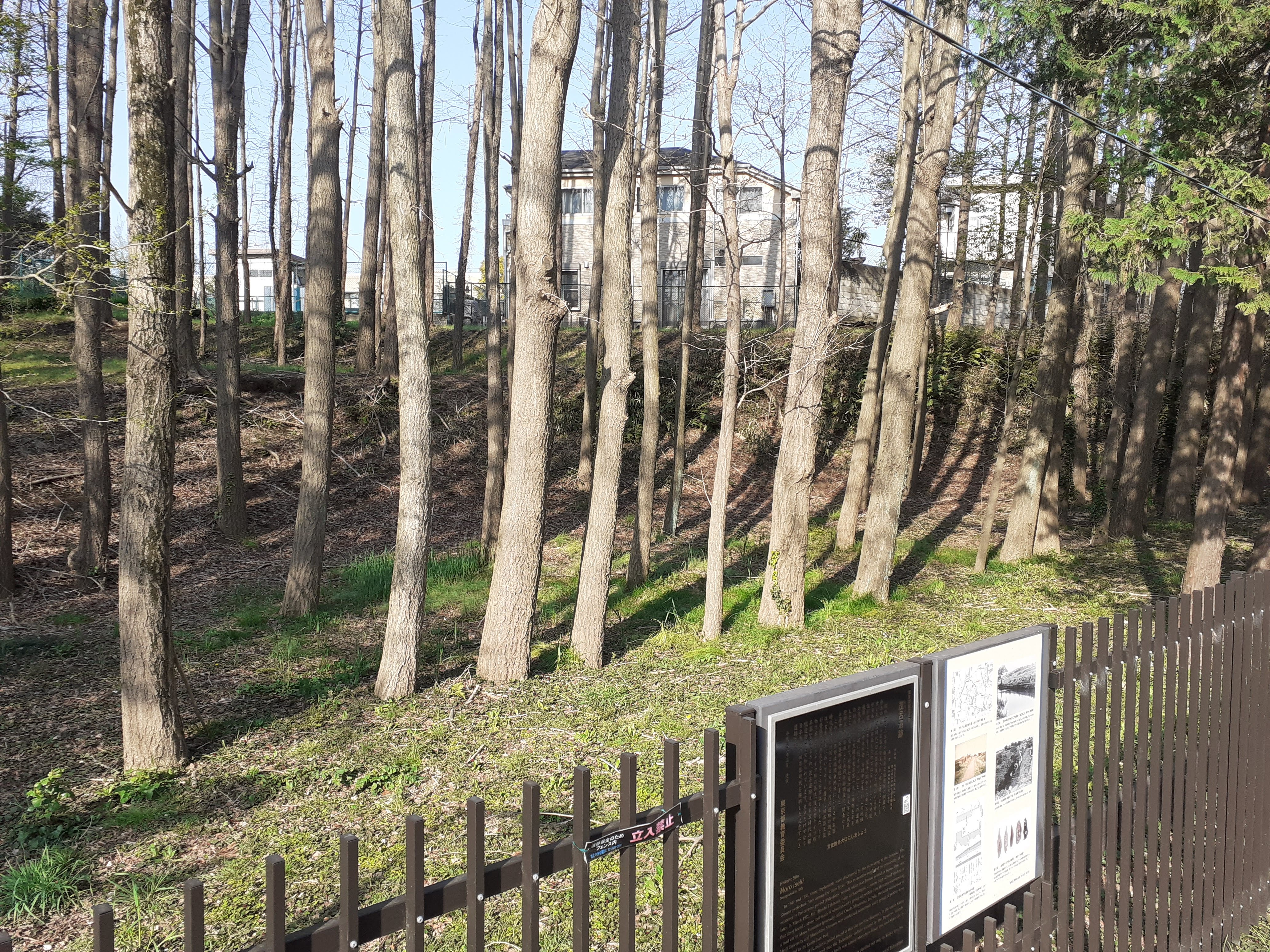
敷地北東側から見た樹林地。

茂呂遺跡（もろいせき）は、東京都板橋区小茂根にある旧石器時代から平安時代にかけての複合遺跡。東京都指定史跡に指定され、旧石器時代の出土遺物は東京都指定有形文化財に指定されている。日本列島では群馬県の岩宿遺跡に次いで2例目、東京都内では最初となる、旧石器時代の実在が確認された遺跡である。現在は城北中央公園の敷地内にある。

## 歴史
1951年（昭和26年）3月、板橋区のオセド山と呼ばれる丘を通りかかった中学生（当時）の瀧澤浩（たきざわ ひろし、後に考古学者になる）が、道路の切通しから黒曜石製の石器1点と礫群を発見した。同年7月、明治大学と武蔵野郷土館による共同発掘調査が行われたが、これは群馬県の岩宿遺跡に続いて日本の旧石器時代に関する2例目の調査となり、縄文時代よりも古い旧石器時代が日本列島にも存在していたことが明らかになった。また、同調査で発掘された刃物型の石器は非常に特徴的な形をしており、「茂呂型ナイフ形石器」と名付けられた。遺跡は1969年（昭和44年）に東京都の史跡に指定され、1984年（昭和59年）には板橋区登録文化財（史跡）にも登録された。出土した石器22点も1999年（平成11年）に東京都の有形文化財に指定された。また、2001年（平成13年）には、茂呂遺跡（B地点・C地点）出土旧石器時代遺物が板橋区登録文化財（有形文化財）に登録された。

## 文化財

### 東京都指定文化財

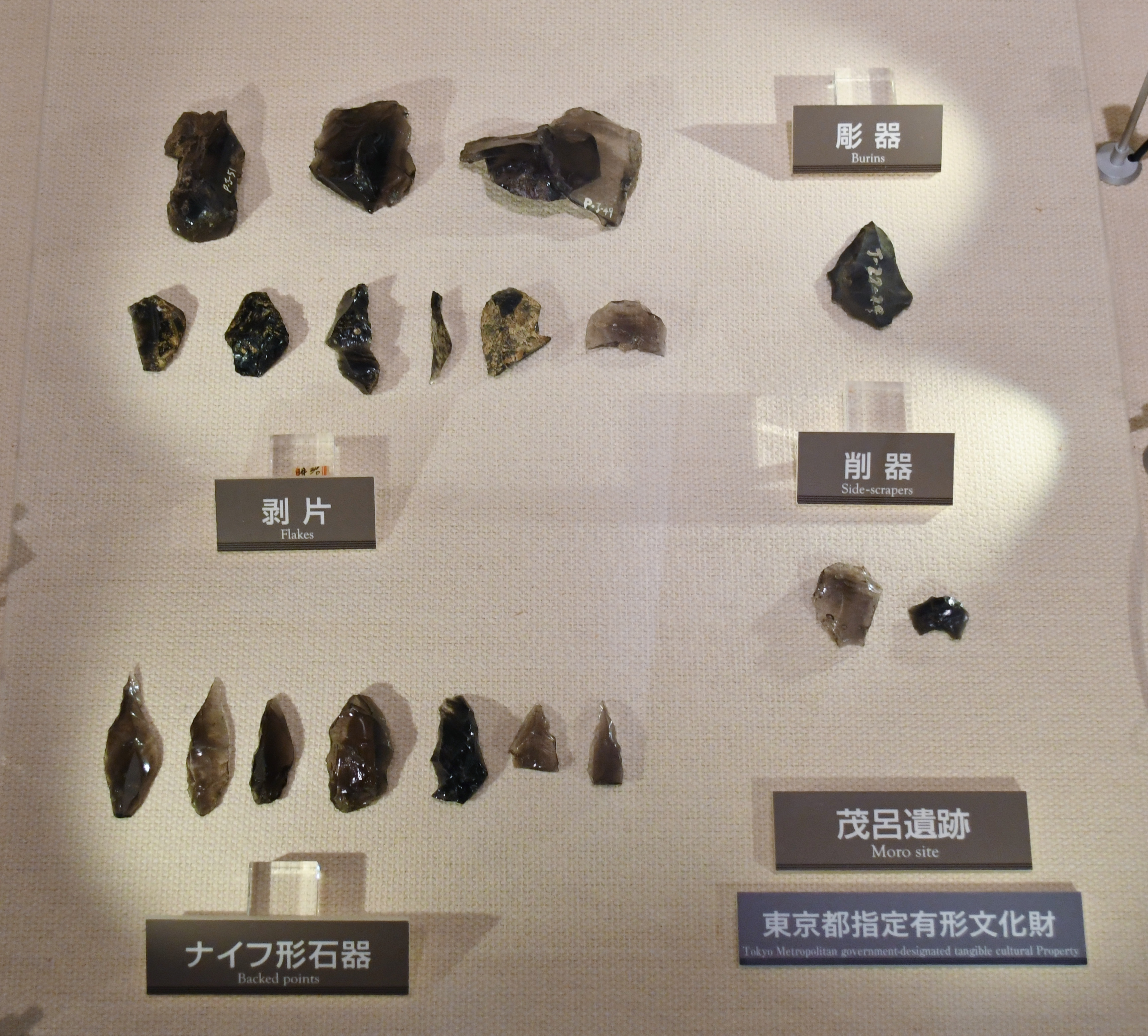
出土品明治大学博物館展示。

#### 有形文化財
- 茂呂遺跡出土石器 22点（考古資料） - 明治大学博物館・東京都江戸東京たてもの園保管。1999年（平成11年）3月3日指定。

#### 史跡
- 茂呂遺跡 - 1969年（昭和44年）3月27日指定。

### 板橋区登録文化財

#### 有形文化財
- 茂呂遺跡（B地点・C地点）出土旧石器時代遺物 - 2001年（平成13年）登録。

#### 史跡
- 茂呂遺跡 - 1984年（昭和59年）登録。